# Monanus monticola
Monanus monticola is een keversoort uit de familie spitshalskevers (Silvanidae). De wetenschappelijke naam van de soort werd in 1891 gepubliceerd door Thomas Blackburn.